# John Emms
John Emms (nascut el 14 de març de 1967), és un jugador i escriptor d'escacs anglès, que té el títol de Gran Mestre Internacional des de 1995.
Tot i que roman inactiu des del setembre de 2019, a la llista d'Elo de la FIDE del desembre de 2021, hi tenia un Elo de 2478 punts, cosa que en feia el jugador número 24 d'Anglaterra. El seu màxim Elo va ser de 2586 punts, a la llista de juliol de 1999 (posició 116 al rànquing mundial).

## Resultats destacats en competició
Emms ha representat Anglaterra en dues ocasions a les Olimpíades d'escacs, els anys 2000 i 2002. En ambdues ocasions ho va fer com a segon tauler suplent. El seu marcador és de 7½ punts de 13 partides (+3 =9 -1), per un 57,7% dels punts.
| Any  | Olimpíada       | Ciutat   | Elo propi | Tauler     | Partides | Guanyades | Taules | Perdudes | %     |
| ---- | --------------- | -------- | --------- | ---------- | -------- | --------- | ------ | -------- | ----- |
| 2000 | XXXIV Olimpíada | Istanbul | 2502      | 2n suplent | 9        | 3         | 6      | 0        | 66,7% |
| 2002 | XXXV Olimpíada  | Bled     | 2520      | 2n suplent | 4        | 0         | 3      | 1        | 37,5% |

## Escriptor i entrenador d'escacs
El 2002 fou el capità de l'equip anglès que participà en la XXXV Olimpíada d'escacs a Bled. L'octubre de 2004, va fer d'entrenador de l'equip anglès femení a la XXXVI Olimpíada d'escacs a Calvià.
Emms és també un prolífic escriptor d'escacs, que publica principalment a Everyman Chess.

## Llibres
- Easy Guide to the Nimzo-Indian.  Everyman Chess, 1998. ISBN 1-85744-513-9.
- The French Tarrasch.  Batsford, 1998. ISBN 0-71348-461-6.
- Easy Guide to the Ruy Lopez.  Everyman Chess, 1999. ISBN 1-85744-220-2.
- Nunn's Chess Openings.  Everyman Chess, 1999. ISBN 1-85744-221-0.
- The Survival Guide to Rook Endings.  Everyman Chess, 1999. ISBN 1-85744-235-0. Reissued by Gambit in 2008, ISBN 978-1-904600-94-7
- The Ultimate Chess Puzzle Book.  Gambit Publications, 2000. ISBN 1-90198-334-X.
- Most Amazing Chess Moves of All Time.  Gambit Publications, 2000. ISBN 1-90198-329-3.
- Play The Open Games As Black.  Gambit Publications, 2000. ISBN 1-90198-327-7.
- Simple Chess.  Everyman Chess, 2001. ISBN 1-85744-238-5.
- Sicilian Kan.  Everyman Chess, 2002. ISBN 1-85744-302-0.
- Starting Out: The Sicilian.  Everyman Chess, 2002. ISBN 1-85744-249-0.
- Play the Najdorf: Scheveningen Style.  Everyman Chess, 2003. ISBN 1-85744-323-3.
- Concise Chess.  Everyman Chess, 2003. ISBN 1-85744-327-6.
- The Mammoth Book of the World's Greatest Chess Games. second.  Carroll & Graf, 2004. ISBN 0-7867-1411-5.
- More Simple Chess: Moving on from the Basic Principles.  Everyman Chess, 2004. ISBN 1-85744-343-8.
- Attacking with 1e4.  Everyman Chess, 2004. ISBN 1-85744-267-9.
- Starting Out: The Queen's Indian.  Everyman Chess, 2004. ISBN 1-85744-363-2.
- The Scandinavian (2nd edition).  Everyman Chess, 2004. ISBN 1-85744-375-6.
- Starting Out: Minor Piece Endgames.  Everyman Chess, 2004. ISBN 1-85744-359-4.
- Starting Out: King's Indian Attack.  Everyman Chess, 2005. ISBN 1-85744-394-2.
- Starting Out: The Scotch Game.  Everyman Chess, 2005. ISBN 1-85744-387-X.
- The Survival Guide to Competitive Chess.  Everyman Chess, 2006. ISBN 1-85744-412-4.
- Discovering Chess Openings : Building a repertoire from basic principles.  Everyman Chess, 2006. ISBN 1-85744-419-1.
- Dangerous Weapons: The Sicilian.  Everyman Chess, 2006. ISBN 1-85744-423-X.
- Dangerous Weapons: The Nimzo-Indian.  Everyman Chess, 2006. ISBN 1-85744-424-8.
- Eröffnungsreihe STARTING OUT Sizilianische Geheimnisse.  Everyman Chess, 2007.
- The Survival Guide to Competitive Chess : Improve Your Results Now!.  Everyman Chess, 2007. ISBN 1-85744-412-4.
- Eröffnungsreihe STARTING OUT Geheimnisse des königsindischen Angriffs.  Everyman Chess, 2007.
- Emms, John; Peter Wells; Richard Palliser. Dangerous Weapons: Anti-Sicilians.  Everyman Chess, 2009. ISBN 9781857445855.